# Річкові монітори типу «Братіану»
Річкові монітори типу «Братіану»"' — побудовані у Австро-Угорщині за замовленням Румунії річкові кораблі, які використовувались румунськими ВМС, і, як трофеї Другої світової війни, ВМС СРСР. Було побудовано чотири монітори цього типу: Ion C. Brătianu, Catargiu, Mihail Kogălniceanu та Ion Lahovari.

## Проектування та будівництво
Конструкція базувався на подібних австро-угорських річкових моніторах, таких як типи Körös і Temes. Румунські монітори були дещо більшими. Їх основним озброєнням були три 120-мм морські гармати в індивідуальних баштах та дві 120-мм гаубиці для обстрілів берегових цілей. Допоміжним озброєнням були чотири скорострільні 47-мм гармати і два 6,5-мм кулемети.
Товщина броні досягала 70–75 мм на поясі, баштах та бойовій рубці та зменшувалась до 20 мм над деякими частинами палуби. Секції чотирьох річкових моніторів були побудовані Stabilimento Tecnico Triestino у Трієсті (тоді належав Австро-Угорщині) ділянках, а потім перевезені до Румунії залізницею. Монітори були зібрані і спущені на воду на верфі Галацу в Румунії між 1907 і 1908 роками.

## Історія служби

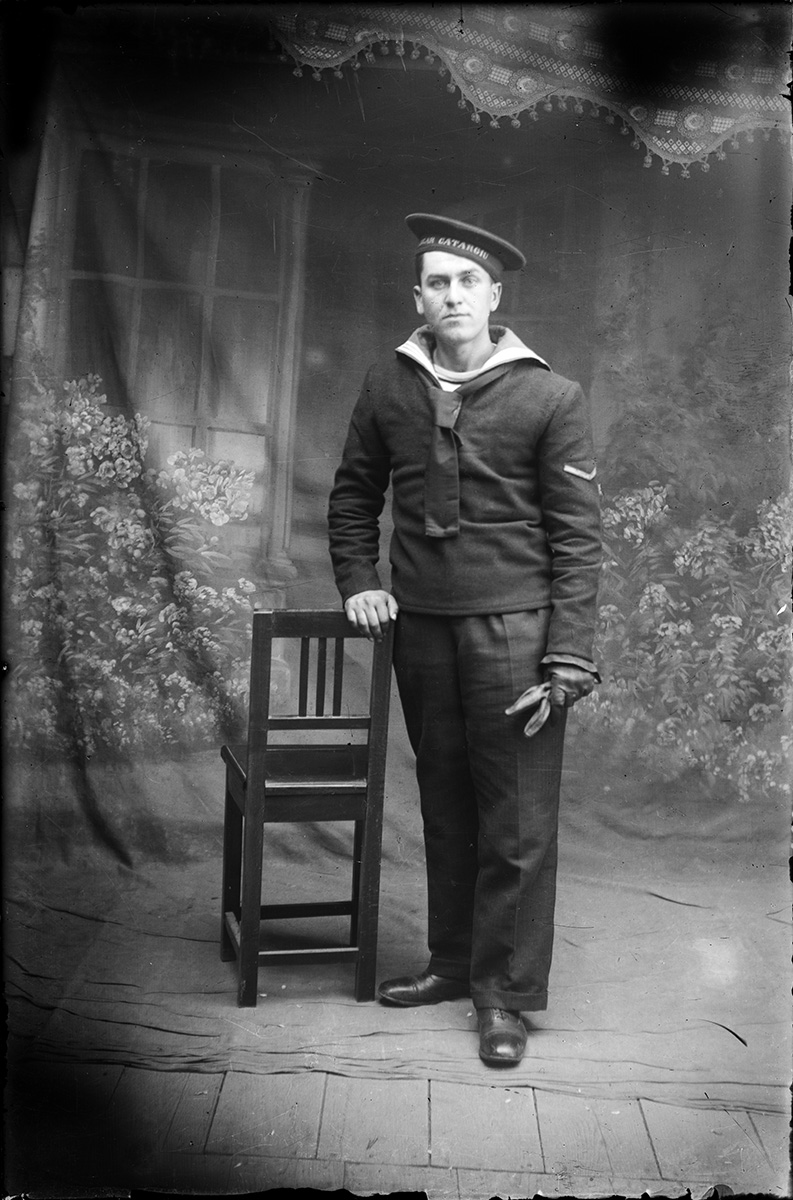
Сержант з екіпажу монітора Lascăr Catargiu

### Перша світова війна
Під час Румунської кампанії Першої світової війни монітори підтримували румунські сухопутні війська під час Тутраканської битви і евакуювали румунську 9-ю піхотну дивізію з обложеного міста. Пізніше вони сприяли зупиненню наступу Центральних держав у дельти Дунаю і сприяли утриманню фронту проти німецьких військ у Молдові влітку і восени 1917 року.
Монітори також сприяли румунсько-російській перемозі у Першій битві при Кобадіні, а звістка про їх приїзд завершила битву при Ряхово.

### Друга Світова війна
22 та 23 червня 1941, на початку Операції «Барбаросса», Mihail Kogălniceanu за підтримки іншого румунського монітора Basarabia (колишній австро-угорський Inn, отриманий за репараціями) та чотирьох катерів зумів відбити атаки кораблів Дунайської флотилії СРСР, яка також мала у своєму складі монітори.

Схема розміщення артилерії на моніторі «Азов» (колишній Ion C. Brătianu)

24 серпня 1944, Lascăr Catargiu та Mihail Kogălniceanu були потоплені радянською авіацією. 27 серпня Ion C. Brătianu був захоплений радянськими військами та перейменований на «Азов». Alexandru Lahovari також був захоплений 2 серпня і отримав ім'я «Маріуполь». Обидва монітори врешті-решт повернули Румунії 23 червня 1951. Їх вивели у резерв 1957, а потім розібрали на метал між 1959 та 1962.